# ファラ・パーマー
ファラ・パーマー（Farah Palmer、1972年11月27日 - ）は、ニュージーランドの女性教授、女子元ラグビー選手。現在マッセー大学の教授を務めている。

## プロフィール
- ニュージーランド、テ・クイティ出身[1]。
- 現役時代のポジションはフッカー(HO)。
- 身長 164cm、体重 69kg
- 女子ニュージーランド代表通算キャップ数は35。
- 1998年W杯・2002年W杯・2006年W杯の女子ニュージーランド代表に選ばれた[2]。
- ラグビーW杯で主将として最多の3度を優勝経験しているため、ギネス世界記録を保持している。

## 略歴
現役時代はオタゴ・ワイカト・マナワツでプレーしていた。
2006年に現役引退後、マッセー大学の教授に就任。
2016年、彼女の偉業を称えて、ニュージーランドクラブチームによる大会の名前を『ファラ・パーマーカップ』に変更した。 

## 受賞歴
- IRB女子年間最優秀人物賞:2005年[6]。
- 功労賞（バーノン・ピュー賞）:2022年[7]